# Die Unbestechlichen (Fernsehserie)
Die Unbestechlichen (Originaltitel: The Untouchables, Alternativtitel Chicago 1930) ist eine US-Fernsehserie, die in den Jahren 1959 bis 1963 ausgestrahlt wurde. Die Geschichte basiert auf den gleichnamigen Memoiren der Prohibitionsagenten Eliot Ness und Oscar Fraley aus dem Jahr 1957. Es sind die fiktiven Ereignisse eines handverlesenen Teams, welches in den 1930er Jahren in Chicago die Unterwelt bekämpfte und für seine unbestechliche Reputation den Namen „The Untouchables“ bekam. Das Buch diente Brian De Palma und dem Drehbuchautor David Mamet als Vorlage zu ihrem gleichnamigen Film (1987). 1993 wurde ein weniger erfolgreiches Remake der Serie ausgestrahlt.

## Themen und Motive

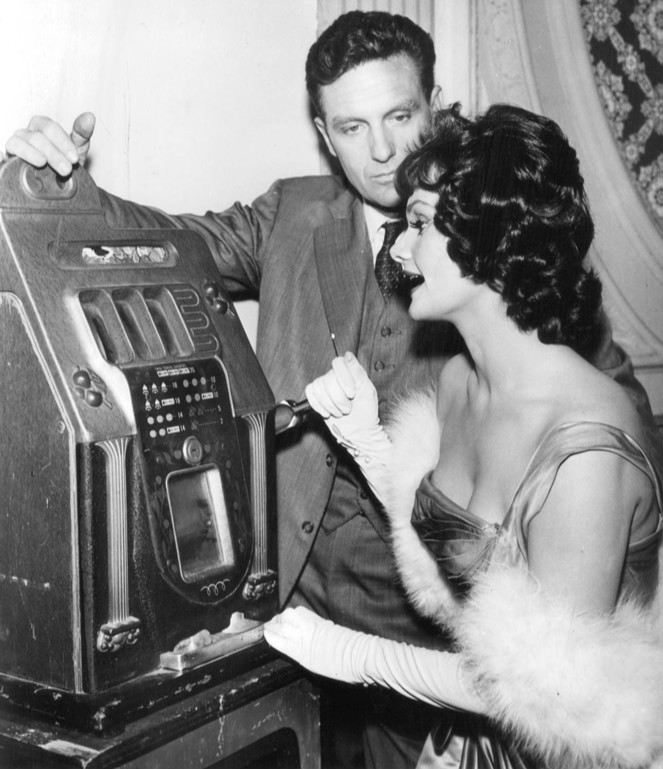
Stack als Eliot Ness mit Gloria Talbott, 1962

Ein häufiges Leitmotiv der Serie ist die Feindschaft zwischen Ness und dem kriminellen Imperium von Al Capone bzw. seinen Nachfolgern in der Zeit nach seiner Verurteilung am 24. Oktober 1931. Hauptsächlich geht es um Verstöße gegen das Prohibitionsgesetz. Ness wird von Robert Stack dargestellt, Al Capone von Neville Brand.
Der Pilotfilm für die Serie, ein abendfüllender TV-Film, später als „The Scarface Mob“ vermarktet, wurde erstmals am 22. Januar 1959 ausgestrahlt. Er befasste sich mit Ness’ Kreuzzug gegen den im Gefängnis sitzenden Al Capone. Die wöchentliche Fernsehserie begann im Oktober 1959 mit einem Handlungsstrang, der mit dem Machtkampf innerhalb des Mobs einsetzt, um den neuen Mafia-Boss in Capones Abwesenheit zu etablieren (in der TV-Serie ist, entgegen der Wirklichkeit, Frank Nitti der neue Chef). Die Epigonen- und Nachfolgekämpfe um den vakanten Vorsitz in Capones Organisation sind das Motiv mehrerer Folgen. Im Pilotfilm sprechen die Gangster in der Regel mit Chico-italienischem Akzent, aber die eigenwillige Aussprache wurde zum Serienauftakt wieder fallengelassen. In der ersten Staffel wurde, vielleicht auch als Reaktion auf öffentliche Kritik, die Figur des Agenten Enrico Rossi, gespielt von Nicholas Georgiade, eingeführt. Rossi ist von italienischer Herkunft und wird vom Ness-Team als Fahrer aufgenommen und später zu einem hauptberuflichen Agenten, obwohl ihm die kriminalistische Ausbildung und Erfahrung in der Strafverfolgung fehlen. Rossis Geschichte wird in einer Rückblende erzählt. Als Barbier soll er zutiefst traumatisiert worden sein, als einer seiner Kunden (ein Gangster) und eine junge Mitarbeiterin (die Maniküre Tessie DiGiovanna) von Frank Nittis Männern mit Maschinenpistolen beschossen wurden. Doch bevor der Gangster entkommen konnte, wurde er von Enrico mit einem Rasiermesser getötet. Später sagte er gegen Nitti aus.

## Kritik und Kontroverse
Die TV-Sendung zog teilweise harsche Kritik von bekannten Italoamerikanern wie z. B. Frank Sinatra nach sich. Bemängelt wurde die Darstellung von negativen Stereotypen der italoamerikanischen Bevölkerung, welche sich als Kriminelle diskriminiert fühlte. Die Capone-Familie verklagte die Produktionsleitung der Sendung auf eine Million Dollar Schadenersatz für die nicht autorisierte Verwendung eines Konterfeis von Al Capone. Weitere bekannte Kritiker waren Anthony Anastasio, der Chef der Brooklyn Waterfront, und die International Longshoremen Association sowie die Federation of Italian-American Democratic Organizations. Weitere Proteste gegen L&M (Liggett & Myers Tobacco Company) setzten ein, als das Tabakunternehmen eine Zigarettenmarke mit dem Namen „Chesterfield The Untouchables“ auf den Markt bringen wollte.
Es entwickelte sich im Jahr 1961 ein Boykott, der bei Anthony Anastasio und dem Produktionsleiter Desi Arnaz zu folgendem Kompromiss führte:
- In künftigen Produktionen soll es keine weiteren fiktiven Gangster mit italienischen Namen geben.
- Es soll mehr Wert auf die Strafverfolgung und die Rolle des Rico Rossi, Ness’ rechte Hand, gelegt werden.
- Ein Schwerpunkt soll auf den „formidablen Einfluss“ der italienisch-amerikanischen Beamten im Kampf gegen die Kriminalität gelegt werden und ein weiterer auf den „großen Beitrag“ von Amerikanern italienischer Abstammung zur amerikanischen Kultur.[3]

Die National Association for Better Radio and Television bezeichnete „The Untouchables“ als eine der gewalttätigsten TV-Serien, die in den USA ausgestrahlt wurden.

## Besetzung
Die Unbestechlichen wurden dargestellt von:
- Keenan Wynn als Agent Joe Fuselli (nur im Pilotfilm)
- Abel Fernandez als Agent William Youngfellow
- Nick Georgiade als Agent Enrico „Rico“ Rossi
- Paul Picerni als Agent Lee Hobson, (2. Staffel)
- Steve London als Agent Jack Rossman
- Jerry Paris als Agent Martin Flaherty (nur 1. Staffel)
- Chuck Mitchell Hicks als Agent LaMarr Kane (1. Staffel)
- Anthony George als Agent Cam Allison (1. Staffel)

weitere häufig auftretende Schauspieler:
- Bruce Gordon als Frank Nitti
- Frank De Kova als Jimmy Napoli
- Neville Brand als Al Capone
- Ansager: Les Lampson – ausgeprägte dramatische Stimme
- Erzähler: Walter Winchell

## Gaststars
Eine beträchtliche Anzahl von Schauspielern, die in Nebenrollen oder bestimmten Episoden auftraten, wurden später bekannte TV- oder Kino-Stars.
- Edward Andrews als Carl in Episode 1.14  „Someone is After Me“
- Ed Asner als Fedor Bartok in Episode 3.16 „The Death Tree“
- Martin Balsam in den Episoden 3.3 „Tunnel of Horrors“ und 3.21 „Man in the Middle“
- John Banner als Franz Koenig in Episode 3.17 „Takeover“
- Joanna Barnes als Marcie McKuen in Episode 2.32 „90-Proof Dame“
- William Bendix als Wally Legenza in Episode 1.9 „The Tri-State Gang“
- Scott Brady als Floyd Gibbons in „The Floyd Gibbons Story“ (1963)
- Charles Bronson in Episode 3.16 „The Death Tree“
- Victor Buono als Melanthos Moon in Episode 2.25 „Mr. Moon“ und als Pamise Surigao in Episode 3.13 „The Gang War“
- James Caan als Keir Brannon in Episode 4.10 „A Fist of Five“
- Dyan Cannon als Mavis Carroll in Episode 3.14 „Silent Partner“
- Mike Connors in Episode 4.7 „The Eddie O'Gara Story“
- Russ Conway in den Episoden 2.12 und 2.13 „The Big Train“, 2.25 „Mr. Moon“
- Francis De Sales in den Episoden 1.23 „Three Thousand Suspects“ and 2.9 „The Larry Fay Story“
- Robert Duvall in Episode 4.17 „Blues for a Gone Goose“
- Peter Falk in Episode 1.26 „The Underworld Bank“ und als Nate Selko in Episode 3.1 „The Troubleshooter“
- Herbie Faye in Episode 3.12 als Lefty in „Fall Guy“
- Anne Francis als Doreen Maney in Episode 1.24 „The Doreen Maney Story“
- Clu Gulager als Vincent „Mad Dog“ Coll in „Vincent 'Mad Dog' Coll“
- Richard Jaeckel als Hans Eberhardt in Episode 2.10 „The Otto Frick Story“
- Conrad Janis als Sticks in Episode 2.5 „The Mark of Cain“
- I. Stanford Jolley als Pete Laffey in Episode 4.21 „The Man in the Cooler“
- Robert Karnes (auch als Co-Star von The Lawless Years) in den Episoden 2.9 „The Larry Fay Story“ und 4.15 „Snowball“
- Jack Klugman als Morton Halas in Episode 3.6 „Loophole“
- Martin Landau als Larry Coombs in Episode 3.6 „Loophole“ und als Jerry Fanning in Episode 1.7 „Mexican Stake-Out“
- Cloris Leachman als Mrs. Mailer in Episode 3.7 „Jigsaw“ und Episode 3.21 „Man in the Middle“
- Robert Loggia als Leo Mencken in Episode 3.17 „Takeover“
- Jack Lord in Episode 1.3 „The Jake Lingle Killing“
- Lee Marvin als Nick Acropolis in Episode 2.31 „The Nick Acropolis Story“
- Gavin MacLeod als Whitey Metz in Episode 3.6 „Loophole“
- Ricardo Montalbán als Frank Makouris in Episode 2.27 „Stranglehold“
- Elizabeth Montgomery als Rusty Heller (hierfür erhielt sie eine Emmy Award Nominierung, 1960)
- Barry Morse als Michel Viton in Episode 2.30 „The King Of Champagne“ und als Larry Bass in Episode 4.18 „Globe Of Death“
- Patricia Neal als Maggie Storm in Episode 3.20 „The Maggie Storm Story“
- Leslie Nielsen als Tom Sebring in Episode 1.23 „Three Thousand Suspects“
- Leonard Nimoy als Packy in Episode 3.17 „Takeover“
- Lloyd Nolan als Bugs Moran in Episode 1.4 „The George 'Bugs' Moran Story“
- Carroll O’Connor als Barney Lubin in Episode 3.2 „Power Play“
- Nehemiah Persoff als Jake Guzik in drei Episoden, Episode 1.1 „The Empty Chair“, Episode 2.29 „The Seventh Vote“ und Episode 4.12 „Doublecross“
- Gregg Palmer als Paul Di Marco in Episode 2.12 „The Big Train: Part 1“
- Robert Redford in Episode 4.15 „Snowball“
- Cliff Robertson als Frank Halloway in Episode 1.12 „The Underground Railway“
- Telly Savalas in den Episoden 2.20 „The Antidote“, 3.5 „The Matt Bass Scheme“ and 4.14 „The Speculator“
- Henry Silva als „Little Charlie Sebastino“ in Episode 2.5 „The Mark of Cain“ und als Joker in Episode 3.15 „The Whitey Steele Story“
- Barbara Stanwyck in Episodes 4.8 „Elegy“ und 4.13 „Search for a Dead Man“
- Jan Sterling als Francie McKay in Episode 2.8 „Kiss of Death Girl“
- Suzanne Storrs in „Jack „Legs“ Diamond“ und „Vincent 'Mad Dog' Coll“
- Frank Sutton als Benny Stryker in Episode 3.18 „The Stryker Brothers“
- Roy Thinnes als Denny Brannon in Episode 4.10 „A Fist of Five“ und als Red Thomas in Episode 4.19 „An Eye for an Eye“
- Rip Torn als Harry Strauss in Episode 2.14 „The Masterpiece“
- Claire Trevor als Ma Barker in Episode 1.2 „Ma Baker and Her Boys“
- Lee Van Cleef in Episode 1.20 „The Unhired Assassin“
- Jack Warden als Otto Frick, in Episode 2.10 „The Otto Frick Story“ und als Larry Halloran in Episode 1.3 "The George 'Bugs' Moran Story
- Steven Hill als Jack „Legs“ Diamond, in Episode 2.2 „Jack 'Legs' Diamond“

### Episoden und Besetzung

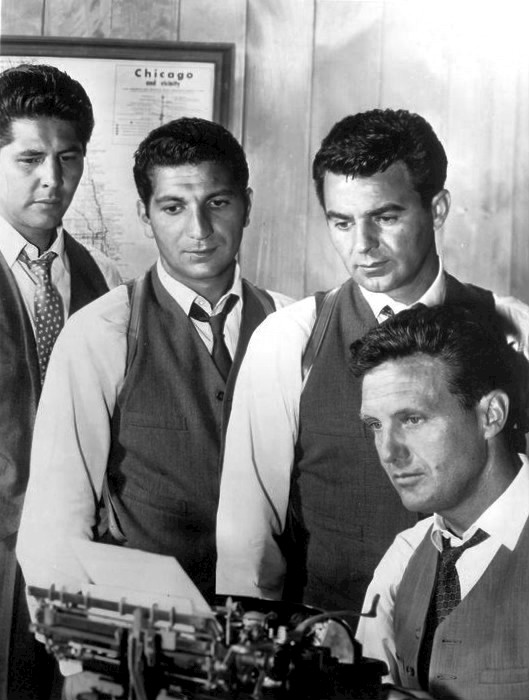
Die Hauptdarsteller: (von links) Abel Fernandez, Nicholas Georgiade, Paul Picerni und (sitzend) Robert Stack

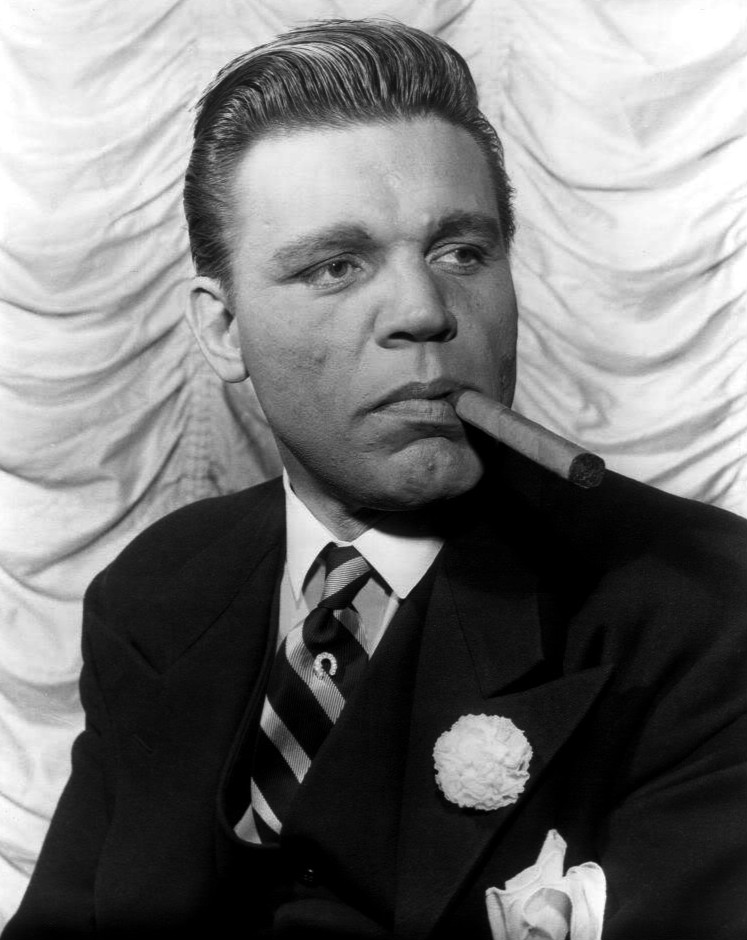
Neville Brand als Al Capone

Die Serie besteht aus 118 Episoden mit einer Laufzeit von je 50 Minuten. Obwohl das Buch über die Erfahrungen von Ness chronologisch aufgebaut ist und sich über eine Zeitspanne von 1929 bis 1935 erstreckt, wurden die TV-Folgen nicht in einer chronologischen Zeitleiste ausgestrahlt; sie spielen in den frühen 1930er Jahren. So beginnt z. B. die Episode „You Can't Pick the Number“ mit den Worten des Erzählers Winchell: „Oktober 1932 … die Tiefe der großen Depression“. In anderen Episoden wird in erster Linie ein anderes Gebiet als Chicago dargestellt, beispielsweise die Schießerei mit Ma Barker und ihrer Bande. Doch Figuren und „Fakten“ waren in der Mehrzahl der Episoden nicht vollkommen fiktiv, sondern häufig Fragmente aus dem wahren Leben der Kriminellen jener Zeit. Die Titelmusik der Serie stammt von Nelson Riddle.

## Kurzinhalt bekannter Episoden aus der Ersten Staffel
„The Empty Chair“ (Der leere Sessel)Erste Folge. Chicago 1931. Frank Nitti und Jake Guzik gehen in Angriffsposition, als Capones Stuhl der Macht nach seiner Inhaftierung frei wird. Indessen heuert der Regierungsagent Eliot Ness einen neuen „Untouchable“ an, einen Barbier namens Enrico Rossi, welcher Zeuge eines von Nitti befohlenen Auftragsmordes ist.
„Ma Barker & Her Boys“ (Mutter Barkers Söhne)Ness und seine Männer verfolgen die auf Banküberfälle und Entführungen spezialisierte Ma Barker und zwei ihrer Söhne auf dem Florida Highway, was in einem langen und blutigen Feuergefecht endet.
„The Jake Lingle Killing“ (Der Mord an Jake Lingle) Nachdem ein Starreporter, der als Verbindungsmann zwischen zwei Chicagoer Banden vermittelte, ermordet wurde, bietet ein Kopfgeldjäger Eliot Ness Informationen über den Mobster Barney Bershe an, wenn ihm die “Untouchables” alles preisgeben, was sie über den Tod des Journalisten wissen. Ness misstraut den Motiven des Kopfgeldjägers.
„The George „Bugs“ Moran Story“ (Die Bugs Moran Story)Capone Erzrivale Bugs Moran beschließt, durch Erpressung in den Gewerkschaftsmarkt einzusteigen und versucht ein Lkw-Fahrer-Gewerkschaft zu übernehmen. Hierzu entführt er den Sohn des Arbeiterführers Larry Halloran und übt auf die Firma Patterson Druck aus, damit diese einen Tarifvertrag unterzeichnet.
„Ain't We Got Fun“ (Zum blauen Pudel)Mit der Aussicht auf ein baldiges Ende der Prohibition heckt Big Jim Harrington einen Plan aus, um einen großen Vorrat an Whisky loszuwerden. Er und andere Unterweltgrößen beginnen alternative Einnahmequellen zu erschließen. Im Zusammenhang damit wird die Kneipe „Zum blauen Pudel“ um Schutzgeld erpresst. Der Wirt erleidet bei einem Anschlag Brandwunden und entschließt sich danach, mit Ness zusammenzuarbeiten.
„The Vincent „Mad Dog“ Coll Story“ (Wie ein tollwütiger Hund)Der Maverick Gangster „Mad Dog“ Coll bringt Unruhe in die New Yorker Unterwelt, indem er seinem Erzrivalen Dutch Schultz offenen Widerstand entgegenbringt. Er entscheidet sich, die Unterwelt weiter zu provozieren, indem er mit einem Präzisionsgewehr ein Rennpferd während des Kentucky Derbys erschießen lässt.
„Mexican Stake Out“(Die Spur führt nach Mexiko)Ein Mobster, der eine Zeugenaussage vor Gericht fürchtet, entführt den Zeugen und bringt ihn nach Mexiko. Ness und ein Spezialagent werden zur Befreiung des Zeugen eingesetzt. Nachdem jedoch auch der Spezialagent entführt wird, muss Ness die beiden Gefangenen finden, bevor sie von den Auftragsmördern des Mobsters aufgespürt werden.
„The Artichoke King“ (Der Artischockenkönig)Mobster Ciro Terranova, bekannt als der “Artischockenkönig”, plant einen großen Schachzug gegen die New Yorker Obst- und Gemüsehändler. Ness muss nach New York reisen, um diesen Plan zu vereiteln.
„The Tri-State Gang“ (Die Harry’s Transportgesellschaft)Ness erklärt einer Gang, die in den Bundesstaaten Pennsylvania, Maryland und Virginia operiert, den Krieg. Die Bande entführt nicht nur Lastwagen, sondern erschießt auch deren Fahrer. Während es den „Untouchables“ gelingt, die Bande zu vertreiben, wird ein Buchhalter von ihr entführt und für Lösegeld gefangen gehalten. In dieser Folge stirbt der Agent LaMarr Kane (Chuck Hicks).
„The Dutch Schultz Story“ (Die Dutch Schultz Story)Ness ermittelt gegen den Gangster Dutch Schulz wegen Betruges. Schultz gelingt es, die Verhandlung in eine Kleinstadt zu verlegen, wo er hofft, die Bürger, und damit die Jury, mit dem Versprechen von Geld und Macht für sich zu gewinnen. Da Schultz vorübergehend nicht mehr im Wege ist, übernimmt Lucky Luciano in New York die Macht.
„You Can't Pick The Number“ (Kopf oder Zahl)Ein Freund der Untouchables wird in die Machenschaften des illegalen Glücksspiels verstrickt. Als er in Schwierigkeiten mit dem Boss des Syndikats gerät, versucht er den Untouchable Martin „Marty“ Flaharty, gespielt von Jerry Paris, zu überzeugen, Beweise gegen Ness zu verwenden. Beide verweigern ihm das. Der Vater wird dabei getötet und der Sohn führt Ness zum Hauptquartier des Glücksspielsyndikats.
„Underground Railway“ (Der Fluchtweg)Ein bekannter Gangster entkommt aus dem Gefängnis und benutzt Fluchtwege innerhalb der USA mit einer Frau, die vorgibt, seine Ehefrau zu sein. Der Gangster unterzieht sich einer Gesichtsoperation und einer Zahnveränderung, um weder von den Ness Agenten noch von Rivalen aus der Unterwelt erkannt zu werden.
„Syndicate Sanctuary“ (Freie Wahlen)Richter Zabo, Reformkandidat für das Bürgermeisteramt einer Kleinstadt in Illinois, wird erschossen. Ness hindert Guido Morelli daran, die Stadt in eine Hochburg von Glücksspiel und Laster zu verwandeln.
„The Noise of Death“ (Wen die Mafia pensioniert)Der alternder Mobboss Joe Bucco muss sich gegen einen jüngeren Gangster behaupten, der die Unterstützung der Top-Bosse in Chicago hat. Ness überzeugt Bucco, gegen den Jüngeren auszusagen, bevor er ermordet wird.
„Star Witness“ (Zeuge der Anklage)Ein Buchhalter zieht sich aus dem Geschäft mit dem Mob zurück. Aufgrund seines Insiderwissens plant sein früherer Boss, ihn ermorden zu lassen. Er stimmt zu, gegen seinen ex-Boss auszusagen und wird von Ness und seinen Männern bewacht.
„The Saint Louis Story“ (Die St. Louis Story)Ein Nachtclubbesitzer versucht, das Revier seiner Rivalen zu übernehmen. Er überfällt einen Wagen der US-Post und erbeutet über eine Million Dollar. Ness muss mit einem korrupten Polizeileutnant zusammenarbeiten, der zur Schlüsselfigur im Feldzug gegen den Nachtclubbesitzer wird.
„One-Armed Bandit“ (Einarmige Banditen)Ein ehemaliger Mobster, gegen den Ness damals ermittelt hatte, wird aus dem Gefängnis entlassen. Er schwört, keine kriminellen Handlungen mehr zu begehen. Jedoch erpresst ihn ein anderer Gangster, am illegalen Glücksspiel teilzunehmen und befiehlt ihm die Ermordung von Eliot Ness.
„Little Egypt“ (Der Major)Eine Stadt im Süden von Illinois wird von Mobstern und ihren Schlägern dominiert. Ein Untouchable-Agent wird in deren Organisation eingeschleust und beim Versenden von Brieftaubenbotschaften entdeckt.
„The Big Squeeze“ (Der große Coup)Ness bekämpft einen listigen Bankräuber, der die Anwesenheit von Frauen ablehnt, da sie seiner Meinung nach sein Geschäft ruinieren. Während einer Reise nach Florida verliebt er sich.
„The Unhired Assassin“ in zwei Folgen (Teil 1 Rauschgift ist kein Spielzeug & Teil 2 Der unbestellte Mörder)Frank Nitti plant die Ermordung des Chicagoer Bürgermeisters Anton Cermak. Cermak wird in Miami Beach tödlich verwundet, während er zusammen mit Präsident Franklin Roosevelt auftritt. Die tödlichen Kugeln stammen jedoch nicht von Nitti.
„The White Slavers“ (Weiße Sklavinnen)Der Leutnant und Zuhälter Al Capones, Mig Torrance, rekrutiert in Mexiko junge Mädchen, denen er ein besseres Leben in den USA verspricht. Als ein Lastwagen mit bestellten Mädchen angehalten wird, werden sie alle massakriert. Ness verbündete sich mit einer lokalen Bordellbesitzerin, und auch die Mädchen organisieren sich gegen ihre kriminellen Ausbeuter.
„Three Thousand Suspects“ (3000 Verdächtige)Ein Verbrecher wird im Gefängnis ermordet. Ness arbeitet mit einem anderen Häftling zusammen, um die Killer zu überführen.
„The Doreen Maney Story“ (Die Doreen Maney Story)Angelehnt an die Geschichte von Bonnie und Clyde, begehen ein Mann und eine Frau eine Serie von Banküberfällen. Ness und seine Männer nehmen die Frau fest.
„Portrait of a Thief“ (Der Hochstapler)Die Untouchables haben einen Großteil der illegalen Brauereien und Brennereien in Chicago zerschlagen. Die Belieferung erfolgt jetzt überwiegend aus New York. Charlton Duncan, der Besitzer einer legalen Brauerei, wird von Ness benutzt, um das Syndikat zu zerschlagen. Capones Mentor, Johnny Torrio, und zwei mysteriöse Hintermänner sind in die Geschichte verwickelt.
„The Underworld Bank“ (Die Unterwelt-Bank)Die Unterwelt gründet eine eigene Bank, um ihre Aktivitäten zu finanzieren. Ihr Direktor ist der ehemalige Gangster Milo Sullivan. Ein Kleinkrimineller verliebt sich in die Nichte des Mob-Bosses und plant die Hochzeit mit ihr. Da er bei einem Raubüberfall auf die Unterwelt-Bank nicht seinen vollen Anteil erhält, sinnt er auf Rache.
„Head of Fire, Feet of Clay“ (Tiefschlag für Ness)Ness versucht, die Geschäfte eines Boxkampf-Racketeers zu sabotieren. Er arbeitet dabei mit einem alten Schulfreund zusammen, der sich jedoch als nicht ganz so loyal erweist wie vorher angenommen.
„The Frank Nitti Story“ (Die Frank Nitti Story)Die Prohibition ist beendet und Nitti will ins Filmgeschäft einsteigen. Mit Gewalt und Bedrohungen hält er die Kinobesitzer in Schach. Als ein Agent der Untouchables, Cam Allison (gespielt von Anthony George), getötet wird, entsteht bei Eliot Ness eine große Motivation, Nittis Karriere zu beenden.

## Sendegeschichte
Die Serie wurde für die ersten drei Staffeln in den USA wöchentlich am Donnerstag um 21 Uhr 30 ausgestrahlt, die letzte Staffel am Dienstag um 22 Uhr nach der Sitcom Margie mit Cynthia Pepper.
Im Jahr 1997 kam die Episode „The Rusty Heller Story“ auf Platz 99 der 100 beliebtesten Episoden aller Zeiten.

## Erscheinen als DVD
CBS DVD (vertrieben von Paramount) hat drei Staffeln von The Untouchables als DVD in Region 1 herausgebracht. Die ersten beiden Staffeln wurden auch für Region 4 auf den Markt gebracht. Staffel 4 Band 1 & 2 erschienen am 24. Juli 2012 in der Region 1.
| DVD Name              | Episode #  | Erscheinungsdatum  | Erscheinungsdatum  |
| DVD Name              | Episode #  | Region 1           | Region 4           |
| --------------------- | ---------- | ------------------ | ------------------ |
| Staffel 1 – Ausgabe 1 | 14 + Pilot | 10. April 2007     | 30. September 2009 |
| Staffel 1 – Ausgabe 2 | 14         | 25. September 2007 | 30. September 2009 |
| Staffel 2 – Ausgabe 1 | 16         | 18. März 2008      | 30. September 2009 |
| Staffel 2 – Ausgabe 2 | 16         | 26. August 2008    | 30. September 2009 |
| Staffel 3 – Ausgabe 1 | 16         | 25. August 2009    | N/A                |
| Staffel 3 – Ausgabe 2 | 12         | 20. November 2009  | N/A                |
| Staffel 4 – Ausgabe 1 | 15         | 24. Juli 2012      | N/A                |
| Staffel 4 – Ausgabe 2 | 15         | 24. Juli 2012      | N/A                |

### Region 2
Paramount Home Entertainment brachte die ersten beiden Staffeln von The Untouchables auf DVD in Großbritannien heraus. Diese Releases sind komplette Sets im Gegensatz zu Region 3 und 4.
| DVD Name  | Episode # | Erscheinungsdatum  |
| --------- | --------- | ------------------ |
| Staffel 1 | 28        | 18. August 2008    |
| Staffel 2 | 32        | 14. September 2009 |
| Staffel 3 | 28        | 20. September 2010 |
| Staffel 4 | 30        | 24. Juli 2012      |